# それだけの旅
「それだけの旅」（それだけのたび）は、麻倉未稀の7枚目のシングル。1983年11月5日にキングレコード/CRYSTAL BIRDから発売された。規格品番はKO7S-489。

## 概要
A面曲「それだけの旅」は、女優の眞野あずさが出演したグリコ・チョコレート「ディオーネ」のCMソングとして使用された。デビュー・シングル「ミスティ・トワイライト」と同様に、作詞を竜真知子、作曲・編曲を大野雄二が手掛けている。

## 収録曲
1. それだけの旅（4:25）
作詞：竜真知子 / 作曲・編曲：大野雄二
2. メモリーズ オブ ユー（4:02）
作詞：麻倉未稀 / 作曲：高瀬政彦 / 編曲：渡辺博也